# Pasteur - AMIA
Pasteur - AMIA è una stazione della linea B della metropolitana di Buenos Aires. È situata sotto l'incrocio tra avenida Corrientes e calle Pasteur, nel barrio di Balvanera.

## Storia
La stazione venne inaugurata il 17 ottobre 1930, con il primo tratto della linea compreso tra Lacroze e Callao.
Chiamata originariamente Pasteur, nel 2015 cambiò la denominazione in quella attuale in ricordo delle vittime dell'attentato all'AMIA, avvenuto poco distante.

## Interscambi
Nelle vicinanze della stazione effettuano fermata diverse linee di autobus urbani ed interurbani.
- Fermata autobus

## Servizi
La stazione dispone di:
- Biglietteria a sportello
- Biglietteria automatica